# François Delaistre
François-Nicolas Delaistre o Delaître (París, 9 de marzo de 1746 - París, 23 de abril de 1832) fue un escultor francés.

## Biografía
Descendiente de una familia de la pequeña burguesía parisina, François Nicolas Delaistre entró en el taller de Félix Lecomte, y posteriormente también en el de Louis Vassé de la Académie de Sculpture. Obtuvo en 1772 —con el bajo relieve Le Repas du rey Balthazar— el primer Premio de escultura. Estudió un año en la École Royale des Elèves Protégés en la Academia francesa y posteriormente en la Academia de Francia en Roma entre 1773 y 1777. En la villa Médicis, coincidió con los pintores François Vincent y Louis David y probablemente también con el arquitecto Pierre-Adrien Pâris, con el que colaboraría más tarde. De regreso a París, es admitido en la Académie royale de peinture et de sculpture el 30 de julio de 1784, no fue nunca nombrado académico.
Entre 1758 y 1824, Delaistre expuso en los salones algunas obras esculpidas como Filoctetes en la isla de Lemnos (1785), Cloris en 1791, Hebe (1798), La Paix (1800). Ejecutó también diversos bustos como el de Veronese (mármol de 1804), Karel Dujardin o Puget en 1824.
En 1806 le fueron encargados doce bajo relieves destinados a la columna de la Grande Armée, plaza Vendôme, en París. Realizadas en bronce, estas obras, nunca fueron dispuestas en su lugar, y fueron finalmente destruidas.
Delaistre trabaja en distintas iglesias, tales como Saint-André des Arts o iglesia de San Nicolás de los Campos en París para la que había recibido el encargo, de Luis XVIII, de una estatua de La Virgen con el Niño ; esculpe los Cuatro Evangelistas del porche principal y los ocho ángeles de las torres de la catedral de la Sainte-Croix de Orléans. También trabaja bajo la dirección de Soufflot en el Panteón de París, Delaistre idea un projeto para un monumento a la gloria de la arquitecto. 
Fallece en 1832, víctima de la epidemia de cólera que asola la capital.
Las obras de Delaistre, por el estilo, le sitúan junto a Pajou o Cartelier.
Su obra más conocida es el grupo de Cupido y Psique, que fue originalmente ejecutado en Roma (la última versión en mármol se encuentra en el Louvre de París).

## Obras

### En París

#### En el museo del Louvre
- Proyecto de monumento al arquitecto Jacques-Germain Soufflot , (hacia 1792), grupo, terracota, París, museo del Louvre
- L'Amour et Psyché , grupo, mármol, París, museo del Louvre
- Ninfa de fuente , estatuilla, terracota estampada, París, museo del Louvre
- Retrato de Paolo Caliari, llamado Paul Véronèse  (1804), busto, mármol, París, museo del Louvre
- Retrato de Pierre Puget  (1824), busto, mármol, París, museo del Louvre

#### Otros
- numerosos bajo relieves del Panteón de París
- Jérôme Bonaparte, estatuilla (?) en pie, terracota, París, fondation Dosne-Thiers

### En provincias
- Retrato de la emperatriz María Luisa de Austria (1813), busto, terracota, Fontainebleau, castillo, museo Napoléon I
- José Bonaparte, rey de Nápoles y de España (1768-1844) (1808), estatua en pie más grande que el natural, mármol, Versailles, châteaux de Versailles et de Trianon
- Retrato del conde Antoine-Louis-Charles de Lassalle, general de división (1775-1809) (1810), busto, terracota, Île-d'Aix, museos de l'île d'Aix
- los Cuatro evangelistas
- Phocion (1804)